# Marina (stacja metra)
Marina – stacja metra w Barcelonie, na linii 1. Stacja została otwarta w 1933.